# Kanada i olympiska vinterspelen 1976
Kanada deltog med 59 deltagare vid de olympiska vinterspelen 1976 i Innsbruck. Totalt vann de en guldmedalj, en silvermedalj och en bronsmedalj.

## Medaljer

### Guld
- Kathy Kreiner - Alpin skidåkning, storslalom.

### Silver
- Cathy Priestner - Skridskor, 500 meter.

### Brons
- Toller Cranston - Konståkning.